# Trichaea binigrata
Trichaea binigrata là một loài bướm đêm trong họ Crambidae.